# Фарильяно
Фарилья́но (итал. Farigliano, пьем. Farian) — коммуна в Италии, в регионе Пьемонт, подчиняется административному центру Кунео.
Население составляет 1712 человек (2008 г.), плотность населения — 107 чел./км². Занимает площадь 16 км². Почтовый индекс — 12060. Телефонный код — 0173.
Покровителем коммуны почитается святитель Николай Мирликийский, чудотворец, празднование 6 декабря.

## Демография
Динамика населения:

## Города-побратимы
- Пьянецце, Италия (1998)

## Администрация коммуны
- Официальный сайт: https://web.archive.org/web/20060831113659/http://www.comune.farigliano.cn.it/